# 油街實現

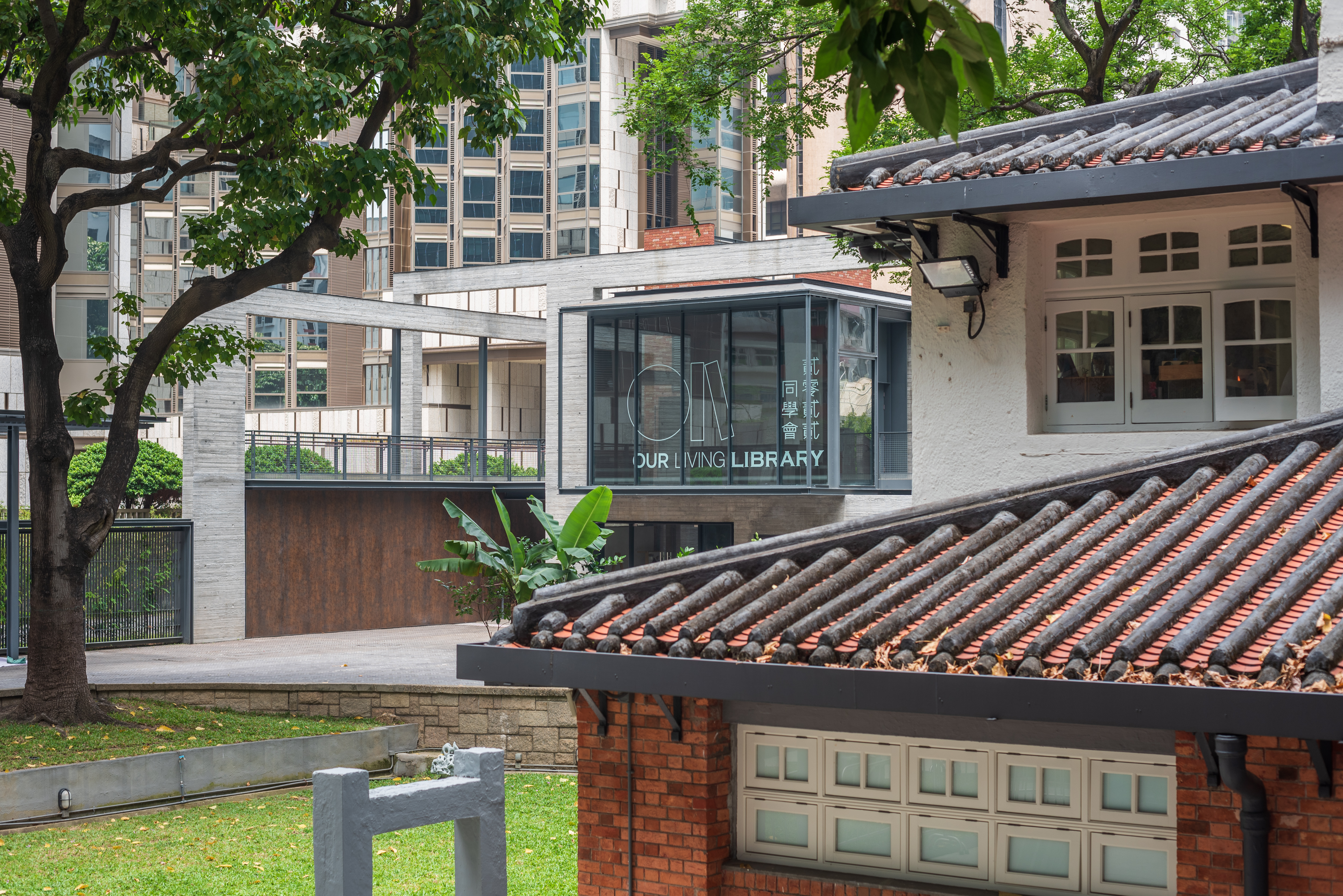
油街實現的紅磚建築群及油街玻璃屋

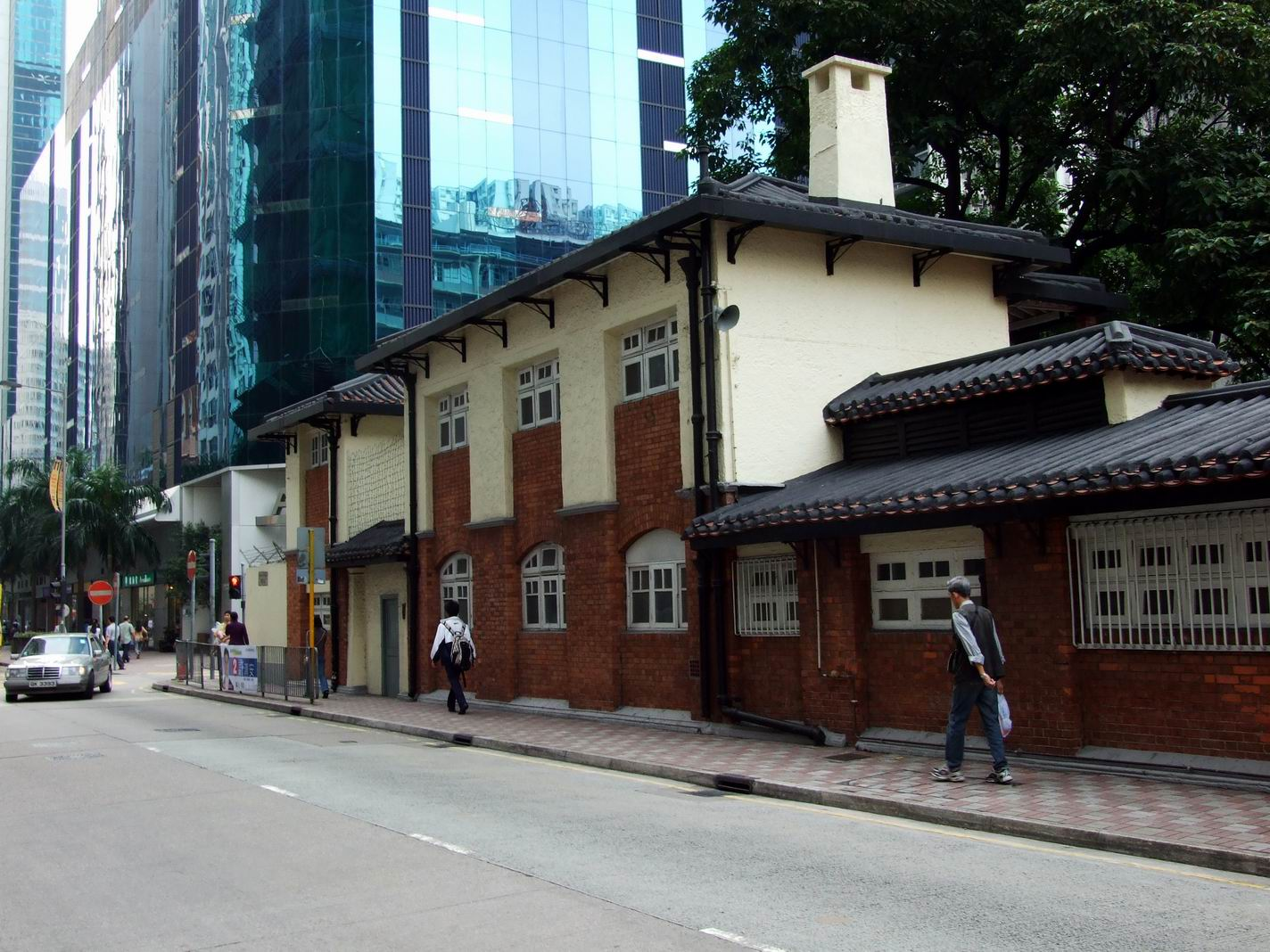
前香港皇家遊艇會會所

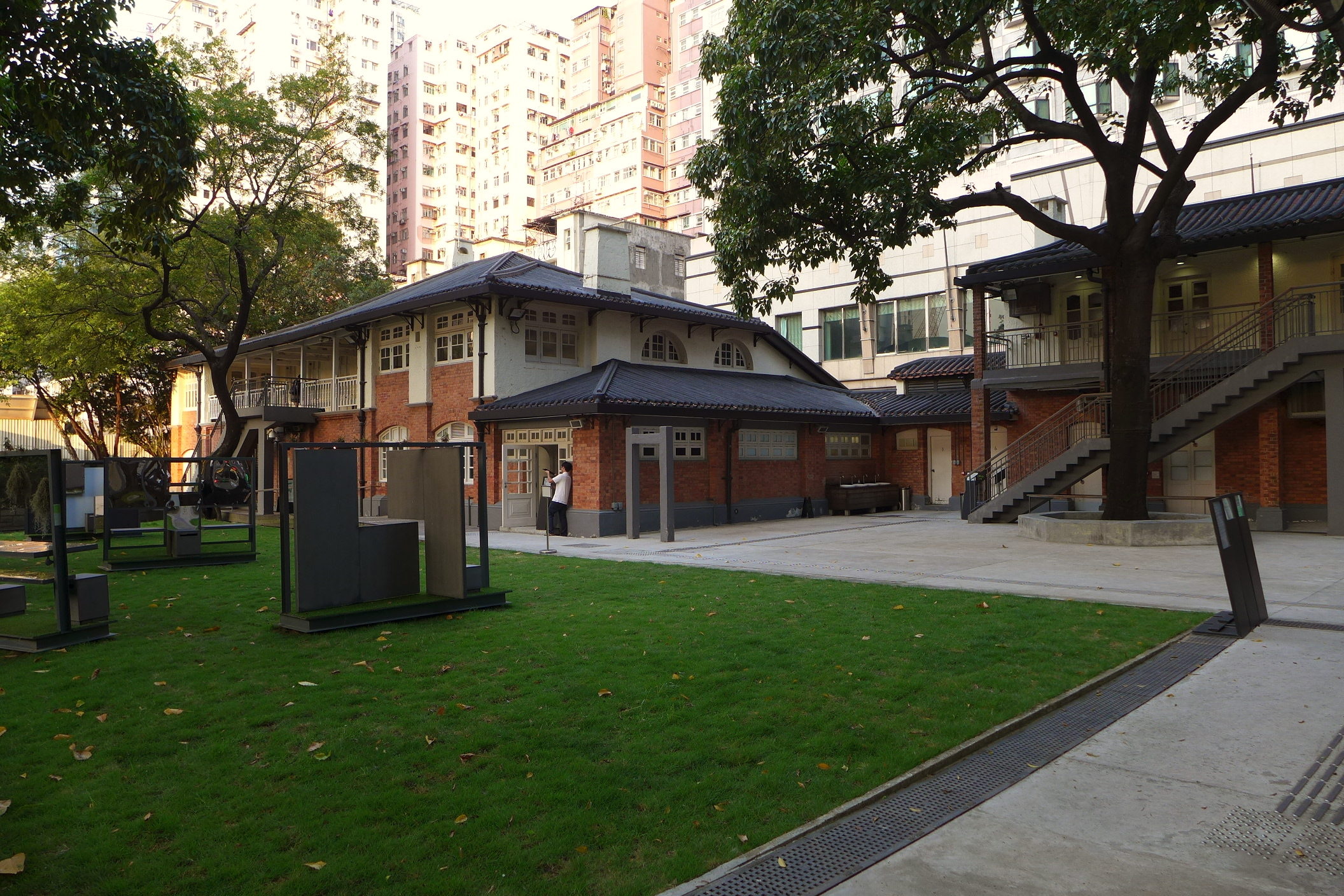
油街實現設展覽廳及戶外花園

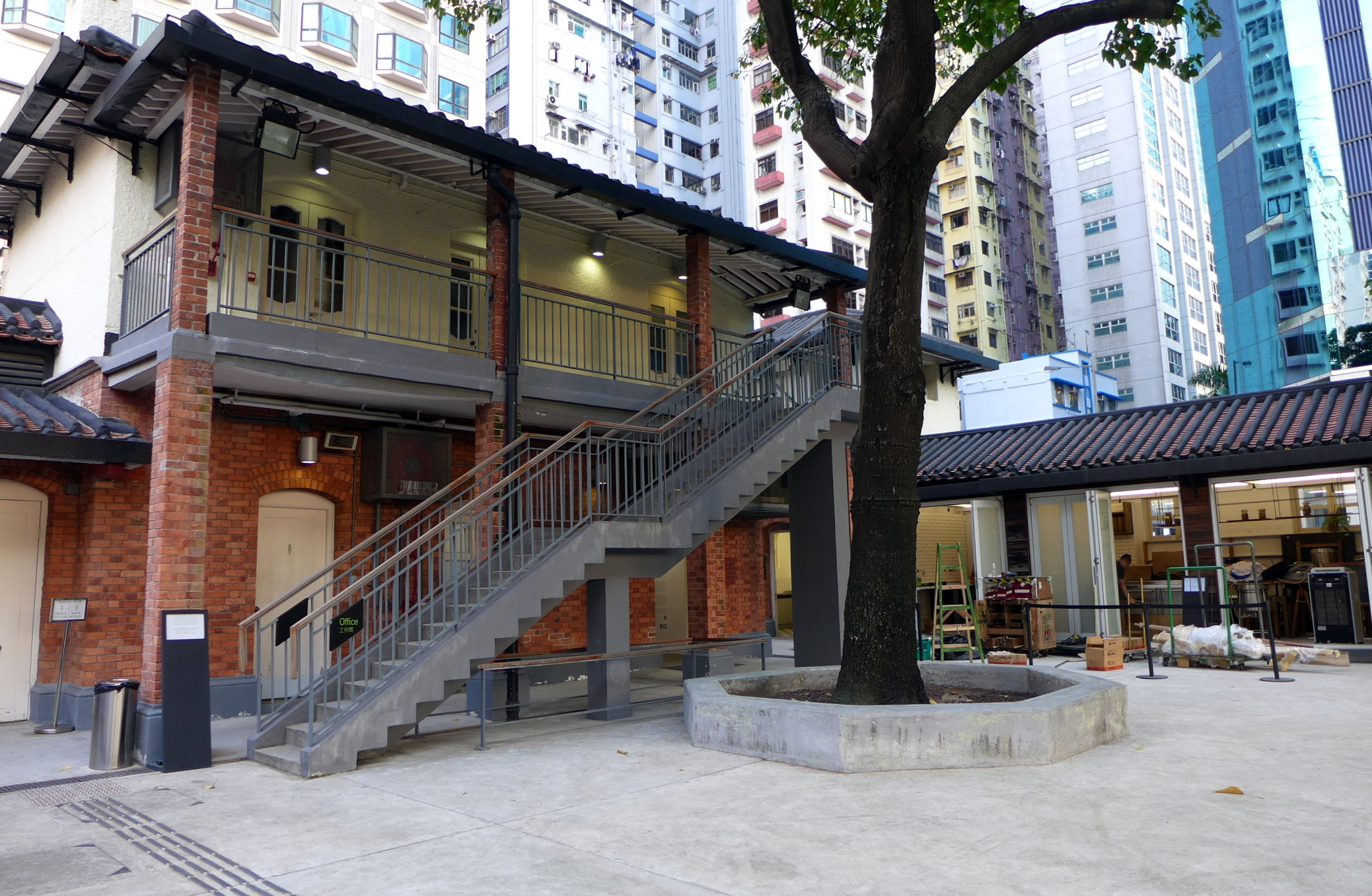
「油街實現」現為二級歷史建築

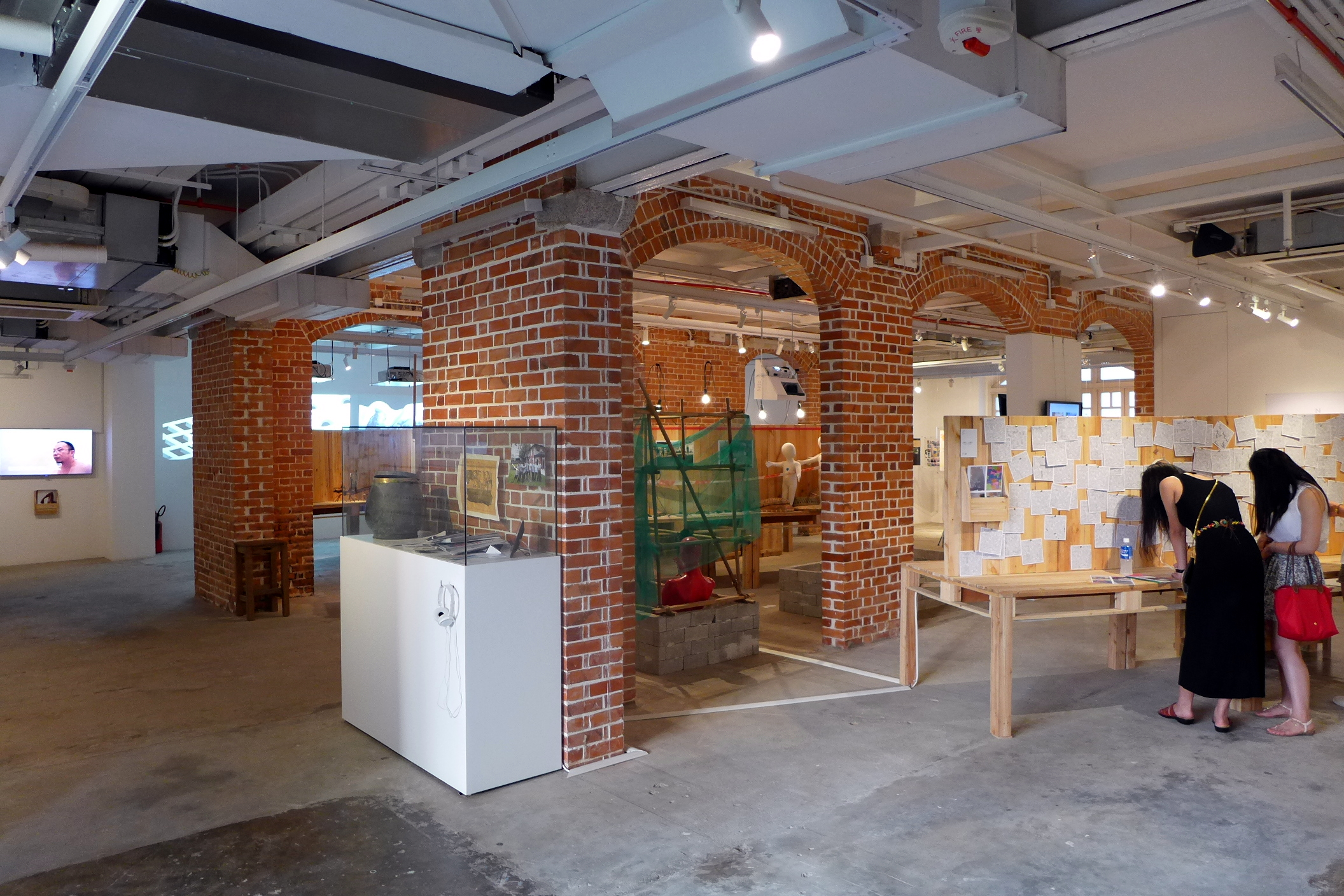
展覽廳

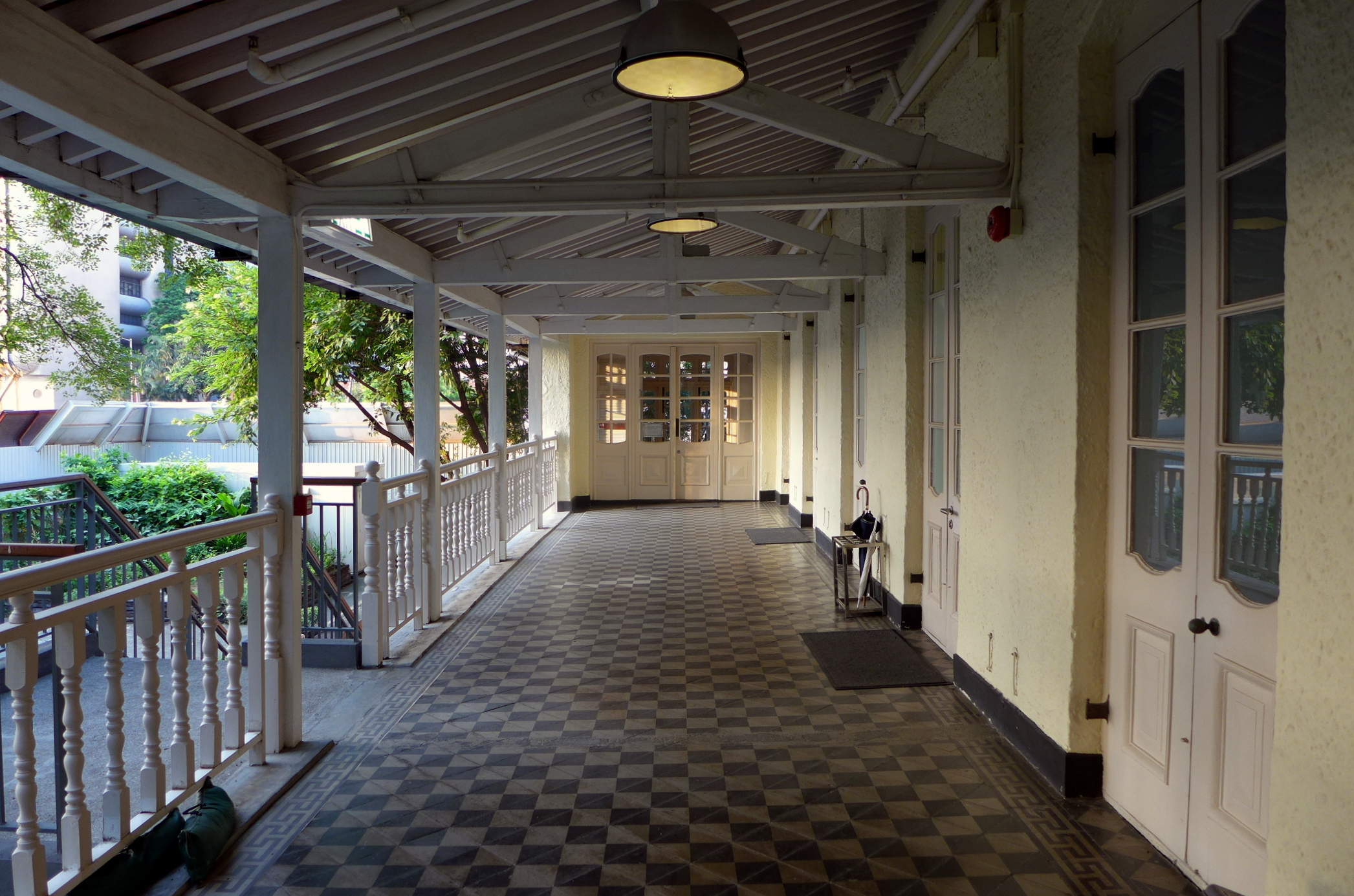
1樓辦事處外的走廊

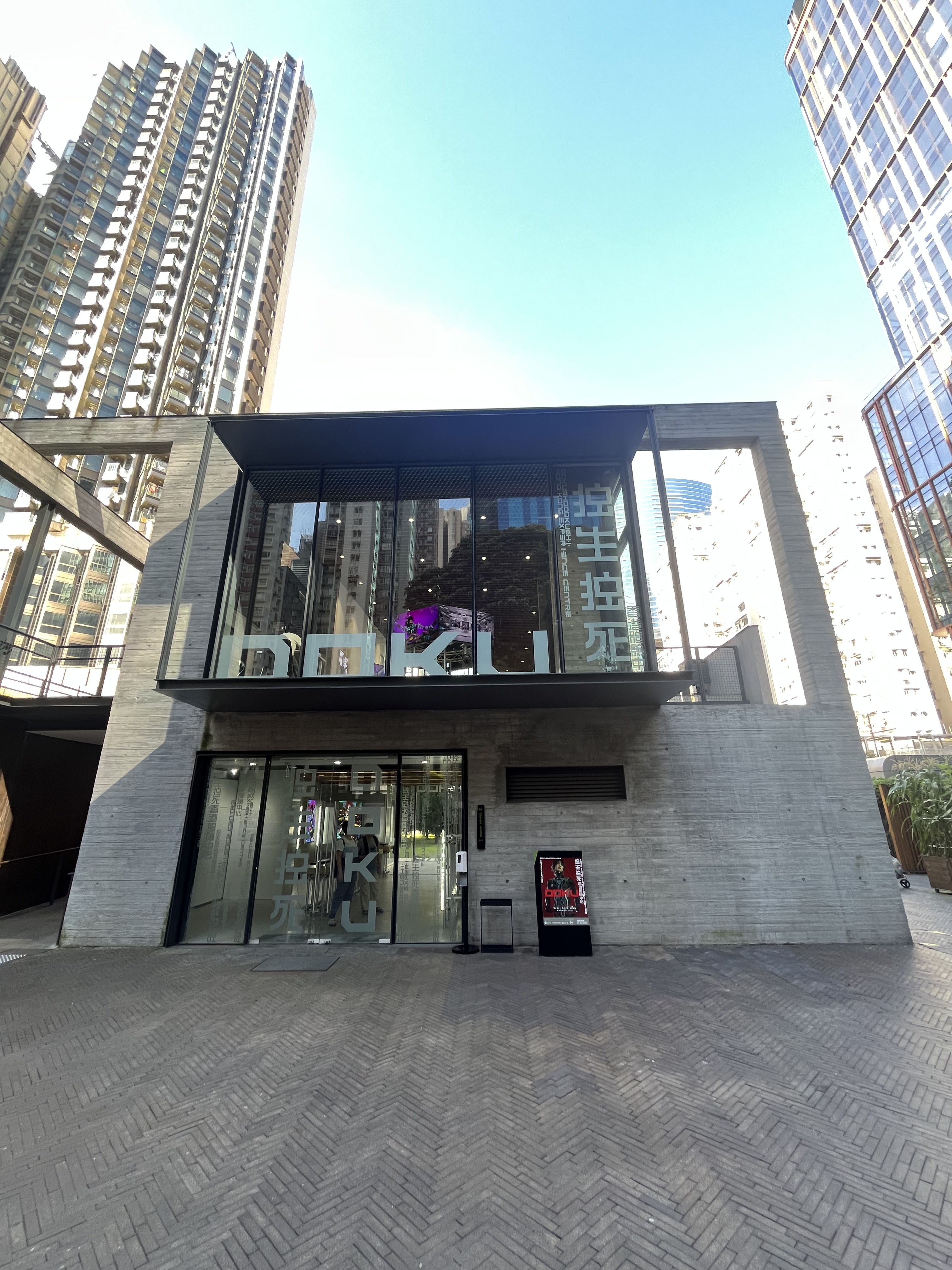
油街實現內的玻璃屋

油街實現（英語：Oi!）為香港一座推廣視覺藝術的展覽及活動中心，位於香港島炮台山油街12號近電氣道交界，被列為香港二級歷史建築。

## 名稱來源
油街實現名稱來源自該建築物的地址（油街12號）的粵語諧音，也是藝術可以在油街實現的期許。英文名稱Oi!則既為油街的英文名稱，也是一些年青人見面時打招呼的慣用語，以此期望吸引年青藝術工作者在此交流。

## 歷史
1905年，香港船會與香港科林斯帆船會合併成為香港皇家遊艇會後，該會就著手設立新總部。1908年，香港皇家遊艇會總部落成及啟用，為一幢兩層高紅磚建築物。為了配合1930年代在北角的填海工程，該會於1938年在奇力島設立香港皇家遊艇會會所。
1946年，香港皇家遊艇會搬離銅鑼灣舊址。其後，香港皇家遊艇會會所被香港政府收回，更改作為職員宿舍用途；又於其旁邊興建了政府物料供應處倉庫。後來宿舍空置，建築物被更改興建為臨時文物倉庫。此外，會所亦曾經租予藝術工作者。
1995年，前香港皇家遊艇會會所被列為香港二級歷史建築。
2000年代初期，有私人發展商建議將會所及政府物料供應處的土地更改興建為郵輪碼頭，惟受到反對及得不到香港政府支持下而擱置。
2010年，有關香港政府部門宣佈活化該建築物為一座推廣視覺藝術的公共藝術空間，設施包括兩座分別面積達190平方米及92平方米的展覽廳及一座面積達300平方米的戶外花園。2012年3月，康樂及文化事務署投資1,890萬港元，將前香港皇家遊艇會會所活化為油街實現，於2013年5月22日正式開放，並且率先舉辦以水或者海為主題的「起動！油街實現」展覽。其後，油街實現陸續舉辦藝術會議、舊物循環再生藝術活動及草坪環境裝置藝術展覽等。
油街實現在「拓展公共空間」舉辦的2016年「香港公共空間大獎」中獲公眾投選為「最正公共空間」。

## 油街實現新藝術空間
為提供更廣闊的空間以展現藝術創意，油街實現於2019年進行擴展計劃，與毗連逾3,000平方米的戶外空間連合，進一步成為區內的藝術休憩空間及文化場地。
油街實現新藝術空間已於2022年5月24日開放予公眾。新增設施包括油街玻璃屋、油街花園、油街涼亭及油街陽台。

## 外部連結
- 油街實現 官方網頁 （页面存档备份，存于）
- 油街實現 臉書 （页面存档备份，存于）
- 【藝術遊】北角紅磚的古味道 油街實現︱kennechu.info （页面存档备份，存于）